# Cabane de Bertol
La cabane de Bertol est un refuge de montagne perché à 3 311 mètres d'altitude aux confins du val d'Arolla dans le canton du Valais en Suisse.

## Caractéristiques
Elle est située sur la Haute Route entre Chamonix et Zermatt. Elle domine le val d'Hérens, et donne accès aux hauts-plateaux glaciaires entre la dent Blanche et la tête Blanche de Bertol.
La cabane a été construite sur quatre étages sur un épaulement du Clocher de Bertol entre la pointe de Bertol (3 499 m) et le col de Bertol (3 279 m). Étant perchée en hauteur, des échelles et escaliers permettent d'accéder à la cabane.
La cabane est la propriété de la section de Neuchâtel du Club alpin suisse (CAS) et a une capacité de 80 places.

## Accès
L'accès se fait en 4 h à partir de la vallée d'Arolla et via le col de Bertol.

## Ascensions
- Aiguille de la Tsa.
- Tête Blanche.
- Dents de Bertol.
- Dent de Tsalion.
- Pointes des Douves blanches.